# Georg Leonhard Fischer
Georg Leonhard Fischer (* 24. Mai 1881 in Offenbach am Main; † 22. Februar 1933 in Frankfurt am Main) war ein deutscher Lehrer und Heimatdichter.

## Leben
Der Vater von fünf Kindern war Lehrer an einer Schule in Steinau (von 1901 bis 1929) und Heimatdichter. 1929 trat er eine Stelle als Konrektor im Freigerichter Ortsteil Somborn an, die er bis zu seinem Tod 1933 innehatte.

## Familie

### Kinder
- August Karlmann Fischer (* 26. September 1906 in Steinau bei Fulda; † 8. Februar 1983 in Gelnhausen)
- Elisabeth Fischer (* Januar 1908; † ?)
- Maria Fischer (* 8. September 1909; † ?)
- Karl Fischer (* 1913; † 1. April 1979 in Gelnhausen)
- Sturmius Fischer (* 18. Februar 1923 in Steinau; † 21. Januar 2007 in Heusenstamm)

## Werke
- Der Fürstabt: Trauerspiel in fünf Aufzügen. Fulda, Fuldaer Aktiendruckerei, 1923
- Abend auf der Milseburg: (Gedicht von Georg Leonhard Fischer); Lied für eine Singstimme mit Begleitung des Pianoforte, (Violine u. Cello nicht obligat.)/komp. von Ferdinand Maria Benl Op. 105. Fulda, Fuldaer Aktiendruckerei, 1924
- Heimatbilder. Fulda, Fuldaer Aktiendruckerei, 1925